# Elwood Haynes
Vous lisez un « bon article » labellisé en 2022.
Pour les articles homonymes, voir Haynes.
Elwood Haynes, né le 14 octobre 1857 à Portland dans l'Indiana et mort le 13 avril 1925 à Kokomo dans le même État, est un inventeur, métallurgiste, pionnier de l'automobile, entrepreneur et industriel américain. Il invente l'alliage métallique stellite, co-découvre indépendamment l'acier inoxydable martensitique avec le Britannique Harry Brearley en 1912 et conçoit l'une des premières automobiles fabriquées aux États-Unis. Il est reconnu pour avoir créé le premier modèle américain pouvant être produit en série et, avec les frères Apperson, il fonde la première entreprise américaine  automobile rentable. Il réalise de nombreuses avancées dans l'industrie automobile.
Au début de sa carrière, alors qu'il travaille comme chef de chantier pour des sociétés gazières et pétrolières pendant le boom gazier de l'Indiana, Elwood Haynes invente plusieurs dispositifs importants pour le progrès de l'industrie du gaz naturel. Lorsqu'il travaille pour l'Indiana Natural Gas and Oil Company, il supervise la construction du premier gazoduc longue distance des États-Unis, reliant Chicago au champ gazier de Trenton situé à 240 km de là. Il commence à formuler des plans pour un véhicule motorisé au début des années 1890 ; il teste avec succès sa première voiture, la Pioneer, le Jour de l'Indépendance le 4 juillet 1894, huit ans après le brevetage de la première automobile en Allemagne. En 1896, il s'associe à Elmer et Edgar Apperson pour créer la société Haynes-Apperson, destinée à la production commerciale d'automobiles. Il la renomme Haynes Automobile Company en 1905, après la perte de ses associés.
Travaillant dans son laboratoire pour développer de nouveaux métaux résistants à la corrosion pour les pièces automobiles, Elwood Haynes découvre qu'en mélangeant du tungstène avec du chrome, de l'acier et du fer on obtient des alliages solides et légers, résistants à la corrosion et capables de supporter des températures élevées. En 1912, il crée la Haynes Stellite Company pour produire l'un de ces nouveaux alliages et obtient des contrats lucratifs pendant la Première Guerre mondiale, devenant millionnaire en 1916. Il vend son brevet pour l'acier inoxydable à l'American Stainless Steel Company en échange de suffisamment d'actions pour obtenir un siège au conseil d'administration de la société, poste qu'il occupe pendant 12 ans. Il fusionne la société Haynes Stellite avec Union Carbide en 1920. Après être passée par différents propriétaires, la société est rebaptisée Haynes International. Elwood Haynes se concentre à nouveau sur son entreprise automobile, mais lors de la récession économique des années 1920, celle-ci fait faillite et est liquidée.
Fervent défenseur de la prohibition, il fait des dons substantiels au Parti de la prohibition et au leader prohibitionniste de l'Indiana, Frank Hanly. Elwood Haynes mène une campagne infructueuse dans l'Indiana pour le Sénat américain en 1916 en tant que candidat de la prohibition et reste actif dans le parti jusqu'à ce que la prohibition devienne une loi. Plus tard, il devient philanthrope et assure deux mandats en tant que président de la YMCA, est présent cinq ans au sein du Conseil de l'éducation de l'Indiana et est un membre actif de l'église presbytérienne. Après sa mort des suites de complications liées à la grippe, son manoir de Kokomo est transformé en musée Elwood-Haynes et est ouvert au public. Y sont exposées nombre de ses inventions et automobiles originales.

## Biographie

### Jeunesse

#### Famille et origines
Elwood Haynes naît le 14 octobre 1857 à Portland dans l'Indiana,. Fils de Jacob March Haynes et de Hilinda Sophia Haines, il est le cinquième des dix enfants du couple. Sa famille est d'origine anglaise ; il est un descendant de Walter Haynes qui a embarqué avec sa femme et plusieurs de ses enfants en 1638 sur un navire à Southampton pour l'Amérique. Son arrière-arrière-grand-père a combattu pendant la guerre d'indépendance des États-Unis.
Le père d'Elwood est commissaire et examinateur scolaire du comté de Jay et juge de la cour des plaids-communs des comtés de Jay et de Randolph. Sa mère, une presbytérienne convaincue, soutient fermement la prohibition de l'alcool.
Les parents d'Elwood Haynes apprennent à leurs enfants, dès leur plus jeune âge, à éviter l'alcool. Sa mère est la fondatrice d'une union locale du Women's Temperance Movement Union (Mouvement de tempérance des femmes). Son grand-père paternel, Henry Haynes, était armurier et mécanicien et a enseigné à Elwood Haynes la métallurgie. En 1866, la famille quitte sa maison de deux pièces à Portland pour s'installer à la campagne, à l'extérieur de la ville, où elle achète une maison plus grande pour mieux héberger ses enfants, de plus en plus nombreux,.
À l'âge de 12 ans, Elwood Haynes construit son premier véhicule à partir de pièces détachées de wagons de chemin de fer et l'utilise sur les voies ferrées du comté. Le contremaître du chemin de fer local n'est pas d'accord et saisit le véhicule pour le détruire,. Lecteur d'un livre de William Wells intitulé Principles of Natural Philosophy and Chemistry,, Elwood s'intéresse à la chimie et à la métallurgie et, à 15 ans, construit un four de fusion et commence à travailler le cuivre, le bronze et le fer. Il s'intéresse également à la nature et passe beaucoup de temps dans la forêt à cataloguer et observer les plantes, les insectes et les animaux, ce qui lui vaut d'être surnommé par sa famille « Wood » pendant la majeure partie de sa vie. Ses premières expériences et études sont centrées sur les propriétés fondamentales de la matière et il est intrigué par la façon dont le mélange de composés peut créer des alliages complètement différents,.

#### Éducation

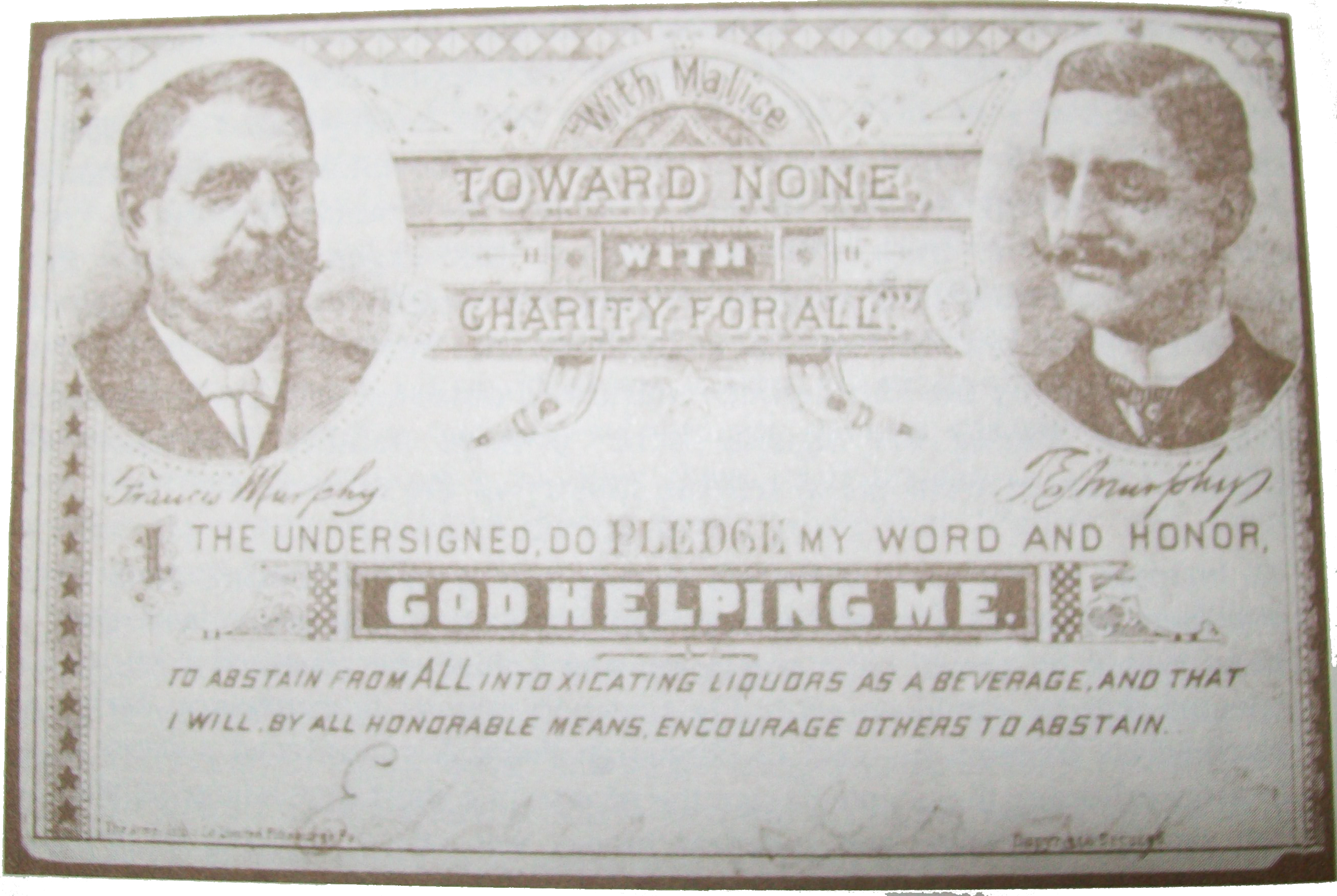
La carte d'engagement de Francis Murphy Haynes pour la tempérance.

Elwood Haynes reçoit d'abord une éducation de base en fréquentant les écoles publiques jusqu'à la huitième année après la maternelle. Ne sachant pas vers quelle voie professionnelle s'orienter, ses parents lui reprochent souvent de manquer d'ambition ; ils insistent pour qu'il cherche un emploi. Elwood commence par travailler comme concierge dans une église locale et, plus tard, pour les chemins de fer, en transportant du ballast sur les chantiers de construction. À l'église, il rejoint la chorale où il rencontre et commence à courtiser Bertha Lanterman. Lorsque la première école secondaire publique de Portland ouvre en 1876, Elwood Haynes, alors âgé de 19 ans, reprend ses études et étudie pendant deux années. Bertha et sa famille déménagent en Alabama au printemps 1877, et Elwood entame une correspondance régulière avec elle. Au cours de l'été de cette année-là, des revival meetings sont organisées dans l'Indiana par Francis Murphy, un leader d'une organisation nationale de tempérance connue sous le nom de Mouvement Murphy. Elwood Haynes assiste à ces réunions, probablement sur l'insistance de ses parents, et s'intéresse à la tempérance. Il prend deux cartes d'engagement de Murphy et en garde une sur lui pendant presque toute sa vie ; il envoie l'autre à Bertha.
Le père d'Elwood Haynes assiste à l'Exposition universelle de 1876 à Philadelphie où il apprend l'existence d'une école qui correspondrait aux intérêts de son fils. Utilisant l'argent qu'il a économisé, ce dernier décide de fréquenter l'université et s'inscrit à l'Institut polytechnique de Worcester dans le Massachusetts, en septembre 1878,. L'école est révolutionnaire pour l'époque, combinant une formation technique avec un enseignement classique des arts libéraux. Bien qu'il passe facilement le difficile examen d'entrée, il se rend compte qu'il est mal préparé pour certains cours universitaires et qu'il a du mal avec les mathématiques. Pour gagner sa vie loin de chez lui, il travaille comme gardien et veilleur de nuit à la bibliothèque publique locale. Il nettoie le bâtiment pendant la nuit et utilise son temps libre pour lire des livres et étudier. Au cours de sa dernière année à l'école, les frais d'internat sont augmentés au-delà de ce qu'il peut se permettre, alors n'ayant pas d'autre choix, il vit dans la bibliothèque pendant plusieurs mois,. N'ayant pas les moyens de rentrer chez lui pendant son séjour à l'institut, il passe ses vacances avec sa famille et ses amis en Nouvelle Angleterre.

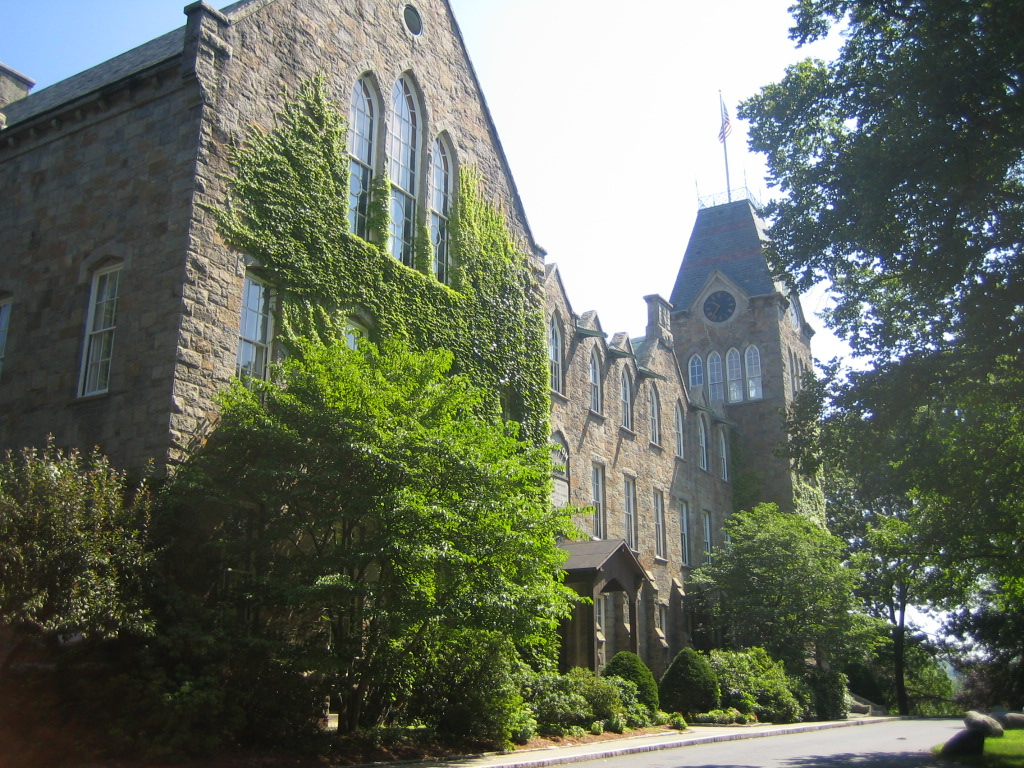
Boynton Hall à l'Institut polytechnique de Worcester.

Au cours de son premier trimestre, il doit obtenir une note de 60 pour rester dans l'école. Bien qu'il n'ait obtenu qu'une note de 59,2 après avoir passé ses examens finaux, il est autorisé à rester en raison de ses « progrès récents ». Plus âgé que les autres élèves de sa classe, il s'élève souvent contre leur consommation d'alcool. Au cours de sa dernière année, il suit des cours de métallurgie, d'analyse et de dosage des minerais, et participe à un projet de recherche sur la mise au point de rasoirs. Sa thèse de fin d'études s'intitule The effects of Tungsten on Iron and Steel (Les effets du tungstène sur le fer et l'acier). Il y expose les principes de base de ce qui deviendra plus tard ses deux plus grandes avancées en métallurgie. Elwood Haynes passe de nombreuses heures dans le laboratoire de l'institut à travailler sur le tungstène et d'autres métaux avant d'obtenir son diplôme en 1881 ; il est quatorzième sur vingt et un diplômés — vingt échouent,.
Elwood Haynes accepte un poste d'enseignant à l'école publique du comté de Jay après son retour à la maison. Rapidement, ses revenus lui permettent d'acheter une maison près de l'établissement de Portland où il travaille et est promu directeur en 1882. Cet été-là, il fait un voyage d'une semaine pour rendre visite à Bertha à Chattanooga, dans le Tennessee. Là, il tombe malade. Passant la plupart de son temps au lit, il est soigné par Bertha. Elwood apprend que sa famille reviendra vivre à Portland en 1883. À son retour de voyage, il continue d'économiser et, en 1884, décide de poursuivre ses études en s'inscrivant à l'université Johns Hopkins de Baltimore, dans le Maryland. Elwood choisit cette école car, n'ayant que huit ans d'existence, elle possède l'un des laboratoires les plus modernes qui soient. Il suit des cours de chimie et de biologie et apprend des techniques métallurgiques avancées. Sa mère meurt en mai 1885 et il décide de quitter l'université sans avoir terminé sa deuxième année, car il ne travaillait pas pour obtenir un diplôme mais suivait seulement des cours par intérêt. Après être rentré chez lui, il accepte un poste à l'Eastern Indiana Normal School and Commercial College (aujourd'hui l'université d'État de Ball), qui vient d'être créé, et il dirige le département de chimie,,.

#### Mariage et descendance
Elwood Haynes épouse Bertha Lanterman le 21 octobre 1887, après une relation de dix ans. La cérémonie a lieu chez ses parents et le couple passe un week-end de lune de miel à Cincinnati.
Leur premier enfant, Marie Firth, naît le 28 janvier 1889 et meurt le 30 juillet 1889. Leur deuxième enfant, un fils, naît le 14 mars 1890 et meurt le lendemain. Les Haynes acceptent ces tragédies comme la volonté de Dieu. En tant qu'ancien de la première église presbytérienne de Portland, Elwood est un homme très religieux.
Le 17 décembre 1892 naît le troisième enfant des Haynes, Bernice. Un autre fils, March William, voit le jour le 3 janvier 1896.
Elwood Haynes est le grand-père de Margaret Hillis, fondatrice et cheffe d'orchestre du Chicago Symphony Chorus, et d'Elwood Hillis, membre du Congrès pendant huit mandats, représentant le 5e district de l'Indiana.

#### Boom gazier
Le gaz naturel est découvert pour la première fois dans l'Indiana en 1876, mais ce n'est qu'en 1886 que l'on prend conscience de l'ampleur de la découverte. Le champ gazier de Trenton est le plus grand gisement de gaz naturel découvert au XIXe siècle et la première réserve géante de pétrole découverte aux États-Unis. En tant que professeur d'université dans le Trenton Field, Elwood Haynes offre ses services aux foreurs et travaille à l'analyse d'échantillons de sol, à la détermination de la pression des puits et à l'estimation de la quantité d'énergie que pourrait fournir le gaz. Il donne plusieurs conférences devant de grandes foules sur l'importance de la découverte du gaz et les nombreuses applications possibles de cette nouvelle source de carburant. Il lance une pétition pour que les citoyens locaux créent une société chargée de pomper le carburant dans le sol et de l'acheminer vers les foyers et les entreprises de la région. Sa promotion est couronnée de succès et la Portland Natural Gas and Oil Company est créée ; le père d'Elwood Haynes est nommé au conseil d'administration de la nouvelle société,.
À l'automne 1886, le conseil d'administration engage Elwood Haynes comme surintendant pour gérer l'entreprise et superviser la création de puits et de canalisations. La société est l'une des premières dans le champ de Trenton, et beaucoup d'autres qui ont suivi se sont inspirées de la société de Portland. En tant que combustible et industrie, le gaz naturel n'en est qu'à ses débuts. Elwood Haynes invente plusieurs dispositifs qui deviennent importants pour le succès de l'industrie. L'une de ses premières inventions est un appareil capable de mesurer la quantité de gaz pompée dans les puits,. Sa réputation en tant que leader de l'industrie se développe à partir de ses opérations à Portland et le Kokomo Democrat le qualifie de « seule autorité infaillible sur le gaz naturel dans l'est de l'Indiana » dans un article de 1889.
Un gazoduc primaire est posé entre Portland et une ville voisine en 1889. Elwood Haynes supervise la construction du pipeline de 16 km de long et la création des puits pour le pompage du gaz. Au cours de ses nombreuses promenades en boquet entre les deux villes, il commence à concevoir une nouvelle forme de transport motorisé. Ses réflexions sur le sujet sont stimulées par son besoin de changer régulièrement de chevaux en raison de leur incapacité à supporter les longues distances et les routes sablonneuses qu'il parcourt fréquemment. Il pense qu'un véhicule motorisé serait plus économique que le transport à cheval et en boquet, et qu'il pourrait se déplacer plus rapidement,,.
L'Indiana Natural Gas and Oil Company, dont le siège est à Chicago, embauche Elwood Haynes comme surintendant de terrain en 1890 après que le conseil d'administration de la société a « découvert qu'Elwood Haynes en savait plus sur le gaz naturel que quiconque dans l'État ». Avec sa femme, il s'installe à Greentown où il supervise la construction des premiers puits de pompage de la société. La société prévoit de construire une ligne de gaz naturel de l'est de l'Indiana à Chicago, soit une distance de plus de 240 km, qui serait le premier gazoduc longue distance construit aux États-Unis. Elwood Haynes supervise les phases de conception et de construction du projet. En raison de la longueur de la ligne et des changements de température entre les deux points, l'humidité contenue dans le gaz naturel se condense sur les tuyaux et, par temps froid, gèle les tuyaux à certains endroits. Ce problème constitue un revers important pour l'exploitation, qui doit arrêter le pompage pendant les mois d'hiver. Elwood Haynes résout le problème en créant un dispositif de réfrigération qui permet à l'humidité (qui était une forme diluée d'essence) de se condenser, de geler et de tomber dans un réservoir. Ce dispositif est installé entre les conduites principales et les stations de pompage et élimine efficacement toute l'humidité du gaz naturel avant qu'il ne soit pompé dans les conduites,. Cela empêche l'accumulation d'eau dans les tuyaux et permet de les utiliser toute l'année. Ce concept constitue une avancée significative dans la première technologie de réfrigération et est développé par d'autres dans les années suivantes.
Elwood Haynes se voit offrir un poste plus élevé au sein d'Indiana Gas, au siège de Chicago, mais il prend alors conscience des liens de l'entreprise avec le monopoliste corrompu et disgracié Charles T. Yerkes. Profondément religieux et craignant d'être impliqué dans une quelconque corruption, Elwood Haynes ne considère que brièvement l'offre ; le conseil de Bertha de refuser le poste le persuade et il décline l'offre et cherche plutôt un poste plus éloigné de la direction de la société à Chicago. Après que le gazoduc soit devenu pleinement opérationnel en 1892, Elwood Haynes déménage à Kokomo où il est nommé superviseur des opérations locales d'Indiana Gas. L'Assemblée générale de l'Indiana commence à tenter de réglementer l'industrie du gaz et accuse les opérations sur le terrain de diverses sociétés de gaspillage flagrant ; Indiana Gas devient la cible principale de rapports cinglants. Elwood Haynes aide la société à compiler des rapports et donne son avis sur la validité de leurs affirmations. Il est troublé de constater que de nombreuses affirmations sont vraies, et préconise une utilisation plus prudente du gaz. Il recommande notamment d'éteindre les flambeaux (les flammes alimentées par le gaz naturel pour montrer que le gaz circule), car ils s'avèrent être la plus grande source de gaspillage. Il calcule que l'entreprise gaspillait quotidiennement 10 000 $ (240 000 $ en chained dollars  de 2009) de gaz en brûlant des flambeaux, un chiffre qui choque les dirigeants de l'entreprise. Malgré son soutien à la réglementation gouvernementale anti-gaspillage, il est résolument opposé aux autres règles qui réglementent la pression et entravent la productivité. Il intente personnellement un procès contre les réglementations un mois après leur adoption, affirmant que le gouvernement n'a pas le droit de réglementer les augmentations artificielles de la pression des puits. Le procès se poursuit jusqu'en 1896, date à laquelle la Cour suprême de l'Indiana juge que les règlements sont inconstitutionnels. L'ensemble des règlements est abrogé, y compris les mesures anti-gaspillage. Les experts modernes estiment que 90 % du trillion de pieds cubes (30 km3) de gaz naturel contenu dans le gisement a été perdu dans l'atmosphère ou mal utilisé.

### Entreprises

#### 1894: première voiture Haynes
Selon lui, Elwood Haynes commence à élaborer des « plans pour la construction d'un véhicule à propulsion mécanique destiné à être utilisé sur les routes » en 1891. Sa première idée est un véhicule à vapeur, mais après mûre réflexion, il décide que l'utilisation d'une chaudière sur l'appareil serait trop dangereuse. Son deuxième plan consiste à utiliser l'énergie électrique, mais après des recherches, il découvre qu'il n'existe aucun moyen pratique de stocker l'électricité nécessaire au fonctionnement. Il continue à développer ses plans jusqu'à l'été 1893, lorsqu'il assiste à l'Exposition universelle de Chicago, où il voit pour la première fois un moteur à essence. La démonstration du moteur nouvellement inventé l'incite à décider qu'un moteur à combustion interne serait la méthode la plus pratique pour propulser son véhicule,,. Une automobile européenne à essence construite par l'inventeur allemand Karl Benz (qui a breveté la première automobile en 1886) est également exposée pendant la foire, mais on ignore si Elwood Haynes a vu ce véhicule pendant sa visite.
Elwood Haynes commande un moteur marin vertical à deux temps d'une puissance d'un cheval à la Sintz Gas Engine Company de Grand Rapids dans le Michigan, pour 225 dollars. Bien que le moteur soit destiné à être utilisé sur un petit bateau, il pense qu'il peut être adapté à ses besoins. Le moteur de 82 kg arrive à l'automne 1893. Elwood Haynes fixe rapidement l'appareil à un chariot qu'il construit dans sa cuisine. Lorsqu'il démarre le moteur, il vibre si fortement qu'il arrache ses attaches. Heureusement, l'un des fils de la batterie s'enroule autour de l'arbre du moteur et coupe ainsi le courant. L'expérience endommage le sol de la cuisine,.
Elwood Haynes prend conscience qu'il a besoin d'un autre local pour poursuivre l'expérience après que sa femme lui ait dit qu'elle ne supporterait pas qu'il détruise la cuisine familiale. Il contacte Elmer Apperson, l'exploitant de la Riverside Machine Works, et s'arrange pour utiliser un espace dans son atelier pour la poursuite du développement. Il accepte de ne travailler sur son véhicule qu'après les heures de travail, de payer 40 cents de l'heure pour l'aide d'Elmer et de son frère Edgar, et de ne pas les tenir pour responsables en cas d'échec de son projet. Il commence à construire un nouveau chariot. Afin de se prémunir contre les vibrations, il conçoit un cadre en tubes d'acier creux et utilise des pneus de bicyclette pour ses roues. Il décrit l'apparence du véhicule comme étant un « petit camion ». Les essieux des roues sont également en acier et l'ensemble de l'essieu avant est construit pour pivoter. Une colonne centrale est construite en acier et posée sur les essieux de manière à pouvoir se déplacer dans toutes les directions dans un petit rayon pour s'adapter à tout mouvement brusque du moteur ou du véhicule,.

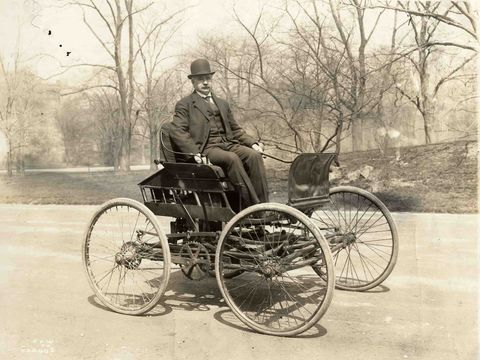
Elwood Haynes au volant de sa première automobile, la Pioneer de 1894, photo prise vers 1910.

Comme la traction des pneus en caoutchouc est inconnue, Elwood Haynes effectue une série de tests avec une bicyclette sur des routes pavées. Il utilise un chariot construit de telle sorte qu'il pèse autant que son automobile et un cheval pour tirer un dispositif qui ferait tourner les roues, assurant ainsi la traction. Grâce à cela, il peut déterminer le rapport entre le poids et la taille des engrenages nécessaire pour permettre aux pneus de fournir une traction suffisante pour la propulsion. Une fois terminé, son véhicule pèse environ 370 kg (820 livres),.
Il baptise sa voiture la Pioneer et la teste pour la première fois le 4 juillet 1894. Les frères Apperson ont informé les habitants de Kokomo de cet essai et une foule s'est rassemblée pour assister à l'événement. Elwood Haynes, craignant que son véhicule ne blesse quelqu'un dans la foule, fait donc remorquer le véhicule par un cheval et un boquet jusqu'à Pumpkinvine Pike, loin de la foule. La voiture démarre avec Elwood Haynes au volant et Elmer Apperson en tant que passager, et roule à 7 mph (11 km/h). Il parcourt 2,4 km, puis arrête le véhicule pour faire demi-tour manuellement avec l'aide d'Elmer. Il parcourt ensuite plusieurs kilomètres pour retourner en ville sans s'arrêter. Son voyage le convainc que le véhicule vaut la peine d'être utilisé et peut devenir une entreprise de valeur, bien qu'il soit déçu par la maniabilité du véhicule et qu'il décide qu'il doit améliorer le système de direction et trouver un moyen de détourner la fumée d'échappement du moteur loin du chariot,.
La voiture d'Elwood Haynes est considérée comme le deuxième véhicule à moteur à essence à avoir été testé avec succès sur la route aux États-Unis, selon les informations relatives à son exposition à la Smithsonian Institution. Elle est construite deux ans avant la Ford Quadricycle de Henry Ford, et n'est précédée que par le Motorized Wagon de Charles Duryea, moins d'un an auparavant. À la différence de la voiture de Duryea, qui est un wagon à sarrasin adapté, conçu pour fonctionner par ses propres moyens mais pouvant toujours être tiré par un cheval, la voiture d'Elwood Haynes est conçue pour fonctionner uniquement par ses propres moyens. Certains historiens de l'automobile utilisent cette différence pour déterminer que la voiture d'Elwood Haynes est la première véritable automobile américaine,. La société Sintz, toujours intriguée par l'utilisation de son moteur par Elwood Haynes, envoie des représentants pour photographier son véhicule et publie les images comme une publicité pour l'une des utilisations possibles de son moteur. La publicité stimule la création de nombreuses autres automobiles dans tout le Midwest américain.
Elwood Haynes continue à conduire sa voiture tout en ajoutant des améliorations au véhicule, et construit la Pioneer II en 1895 pour incorporer ses conceptions de direction améliorées et un tuyau d'échappement. Il construit la nouvelle voiture avec l'intention de la faire participer au Concours du Chicago Times-Herald de 1895, la première course automobile aux États-Unis. Bien que plus de soixante-quinze voitures sont inscrites à la course, la plupart de leurs propriétaires ne les ont pas terminées à temps pour la course, de sorte que seules trois voitures et six motos anciennes sont présentées. Alors qu'il se rend à la course, Elwood Haynes a une confrontation avec un policier de Chicago qui insiste sur le fait qu'il n'a pas le droit de conduire son véhicule sur les voies publiques, le forçant à réquisitionner un cheval pour tirer la voiture sur le reste du trajet. Des incidents similaires se sont produits avec les autres participants à la course, si bien que la ville adopte une ordonnance quelques jours plus tard pour lever toute ambiguïté dans les lois et permettre aux automobiles d'avoir un accès égal aux rues de la ville, permettant ainsi à la course reportée d'avoir lieu. Le lendemain, alors qu'il conduit sa voiture dans la ville, il est impliqué dans ce que l'on pense être le premier accident d'automobile, après avoir fait une embardée pour éviter un tramway et heurté une bordure de trottoir, crevant un pneu et endommageant l'essieu. Sans pneu de rechange, Elwood Haynes ne peut pas participer à la course. La course a lieu le 28 novembre, et des milliers de spectateurs y assistent. La voiture de Duryea remporte la première place et une Benz allemande arrive en deuxième position. Un autre concours est organisé, dans lequel Elwood Haynes gagne un prix pour la conception la plus intuitive.

#### Haynes-Apperson
Elwood Haynes continue de perfectionner la conception de son automobile et, à la fin de l'année 1895, il commence à travailler à la création d'un nouvel alliage dur destiné à être utilisé pour le carter et d'autres pièces automobiles. Son intention est de fabriquer un métal résistant à la rouille. Il expérimente l'utilisation de l'aluminium et constate qu'il atténue considérablement le bruit produit par les pièces du moteur. Comme ses conceptions progressent, il décide de former un partenariat pour la fabrication de ses véhicules. À la fin de l'année 1894, il s'associe à Elmer et Edgar Apperson pour créer une société automobile et commence à produire des voitures cette année-là. Leur entreprise est reconnue comme étant la première entreprise automobile viable aux États-Unis, et la deuxième entreprise à produire des automobiles de manière commerciale,. La Duryea Motor Wagon Company avait été créée un an plus tôt, mais avait fait faillite après avoir produit seulement treize véhicules. Elwood Haynes est impliqué dans un conflit avec la société Duryea au sujet des publicités que Haynes-Apperson a publiées, prétendant avoir créé la première automobile. La publicité Haynes-Apperson est clairement fausse, mais après la faillite de la société Duryea en 1898, il n'y a plus personne pour continuer à contester l'affirmation. « America's First Car » (« première voiture d'Amérique ») qui reste la devise de la société jusqu'à la fin de son existence.
En 1896, l'entreprise produit une nouvelle voiture toutes les deux ou trois semaines et construit des véhicules sur commande pour 2 000 dollars. Les commandes augmentant, la société se constitue officiellement en société sous le nom de Haynes-Apperson le 5 mai 1898, avec un capital de 25 000 dollars provenant d'actions émises par des hommes d'affaires de Portland et de Kokomo. À la fin de cette année-là, la société s'installe dans une grande usine qu'elle a construite à Kokomo. Deux nouveaux modèles sont conçus et la main-d'œuvre s'accroit au fur et à mesure que la production augmente. Haynes-Apperson publie des annonces dans les journaux de la région et présente des voitures lors de foires de comté et d'autres expositions. La demande pour les véhicules augmente rapidement, passant de cinq voitures produites en 1898 à trente en 1899, 192 en 1900 et 240 en 1901. Le travail permet à l'usine de rester ouverte 24 heures sur 24, et deux équipes totalisant plus de 350 ouvriers sont nécessaires pour faire tourner l'usine à plein régime en 1902. Cette année-là le total des ventes dépasse 400 000 dollars,.

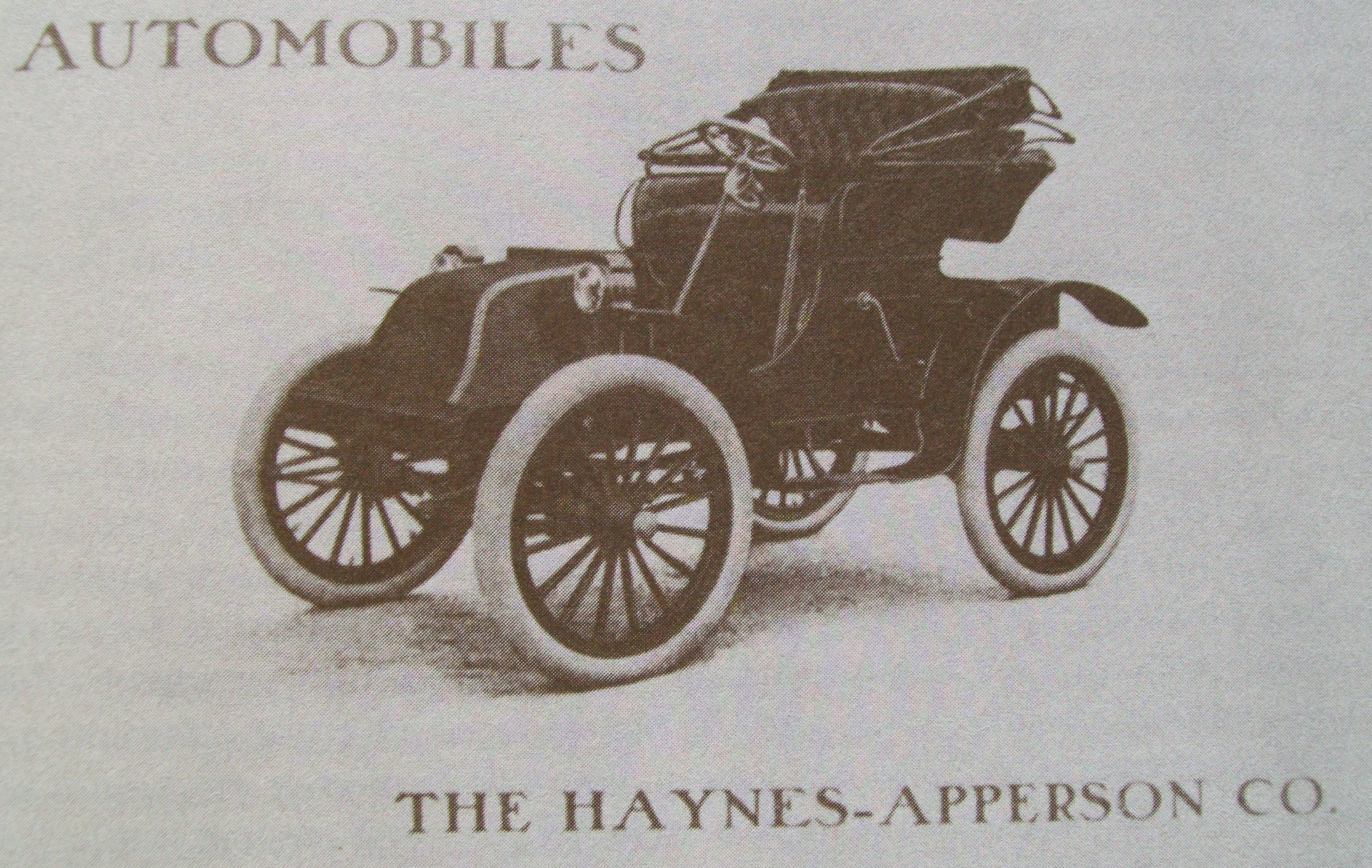
Une publicité pour une voiture Haynes-Apperson de 1903.

Les automobiles Haynes-Apperson sont connues pour leur capacité à parcourir de longues distances. Les voitures de la société participent régulièrement à des courses d'endurance qui démontrent la distance et le terrain sur lesquels les voitures peuvent se déplacer et remportent des prix. Elwood Haynes met en place un système de traction efficace qui permet à sa voiture de gravir des collines plus facilement que ses concurrents lors des premières courses. Le dernier modèle conçu sous le nom de Haynes-Apperson a trois vitesses et peut atteindre 24 mph sur pneus. En 1901, une voiture Haynes est inscrite à la première course d'endurance Long Island Non-Stop. La voiture Haynes remporte la première place de la course, ce qui contribue à la publicité de l'entreprise et à une forte augmentation des ventes.
La vente d'une voiture au Dr Ashley A. Webber à New York est un autre événement qui vaut à l'entreprise une importante publicité. Ashley A. Webber refuse d'acheter une voiture à moins que le vendeur ne puisse prouver l'endurance de la voiture en la conduisant jusqu'à son domicile. Elwood Haynes et Edgar Apperson acceptent volontiers la demande et conduisent la voiture de Kokomo au domicile de Ashley A. Webber à New York. C'est la première fois qu'une automobile parcourt plus de 1 000 miles (1 600 km). Le voyage dure plus d'un mois ; après avoir conduit plusieurs jours sous la pluie, les deux hommes décident d'installer un toit sur les futurs modèles.
Elwood Haynes commence à avoir des désaccords avec les frères Apperson pour des raisons jamais rendues publiques mais qui porteraient probablement sur l'argent et les plans de conception. Elwood Haynes souhaite produire des voitures de luxe car la clientèle des débuts de l'entreprise est riche, tandis que les frères Apperson souhaitent produire des véhicules utilitaires pouvant être commercialisés auprès des entreprises. Ce désaccord conduit les deux frères à se séparer d'Elwood Haynes et à créer leur propre entreprise en 1902. La perte de ses partenaires oblige Elwood Haynes à quitter son poste à l'Indiana Gas pour se consacrer davantage à son entreprise en pleine expansion. Elwood Haynes s'intéresse surtout au développement et cède la gestion quotidienne à Victor Minich en 1903. Il consacre la majeure partie de ses efforts de recherche au développement des métaux dans le but de découvrir des alliages plus légers et plus résistants pour les pièces automobiles. Il étudie également d'autres domaines et publie en 1906 un article sur les impuretés présentes dans l'essence, dans lequel il recommande de réduire la teneur en soufre du carburant afin d'améliorer les performances du moteur.

#### Haynes Automobile Company
En 1905, trois ans après que les frères Apperson se sont séparés d'Elwood Haynes, Haynes-Apperson est rebaptisée Haynes Automobile Company et Elwood Haynes lance une série de campagnes publicitaires. Un défilé de 2 000 voitures est organisé à New York en 1908 et Elwood Haynes, que beaucoup reconnaissent comme l'inventeur de l'automobile américaine, prend la tête du défilé sur Broadway à bord de la Pioneer. Il est suivi par dix voitures Haynes, un modèle de chaque année pour montrer les progrès de la technologie. En route pour le défilé, Elwood Haynes ne connait pas les nouvelles lois sur les excès de vitesse de la ville et est arrêté pour avoir conduit trop vite — dans une voiture dont la vitesse maximale est de 15 mph (17 km/h) — et emmené en prison. Il peut rapidement voir un magistrat qui le libère après avoir appris qu'il s'appelle Elwood Haynes et qu'il est venu pour diriger le défilé. La célébration est destinée à commémorer les dix ans de l'invention de l'automobile, bien que les premiers véhicules autonomes remontent à près de vingt ans en Europe. Elwood Haynes fait don de la Pioneer au gouvernement des États-Unis en 1910 pour qu'elle soit placée à la Smithsonian Institution où elle est toujours exposée au Musée national d'histoire américaine en tant que deuxième plus ancien véhicule motorisé des États-Unis.

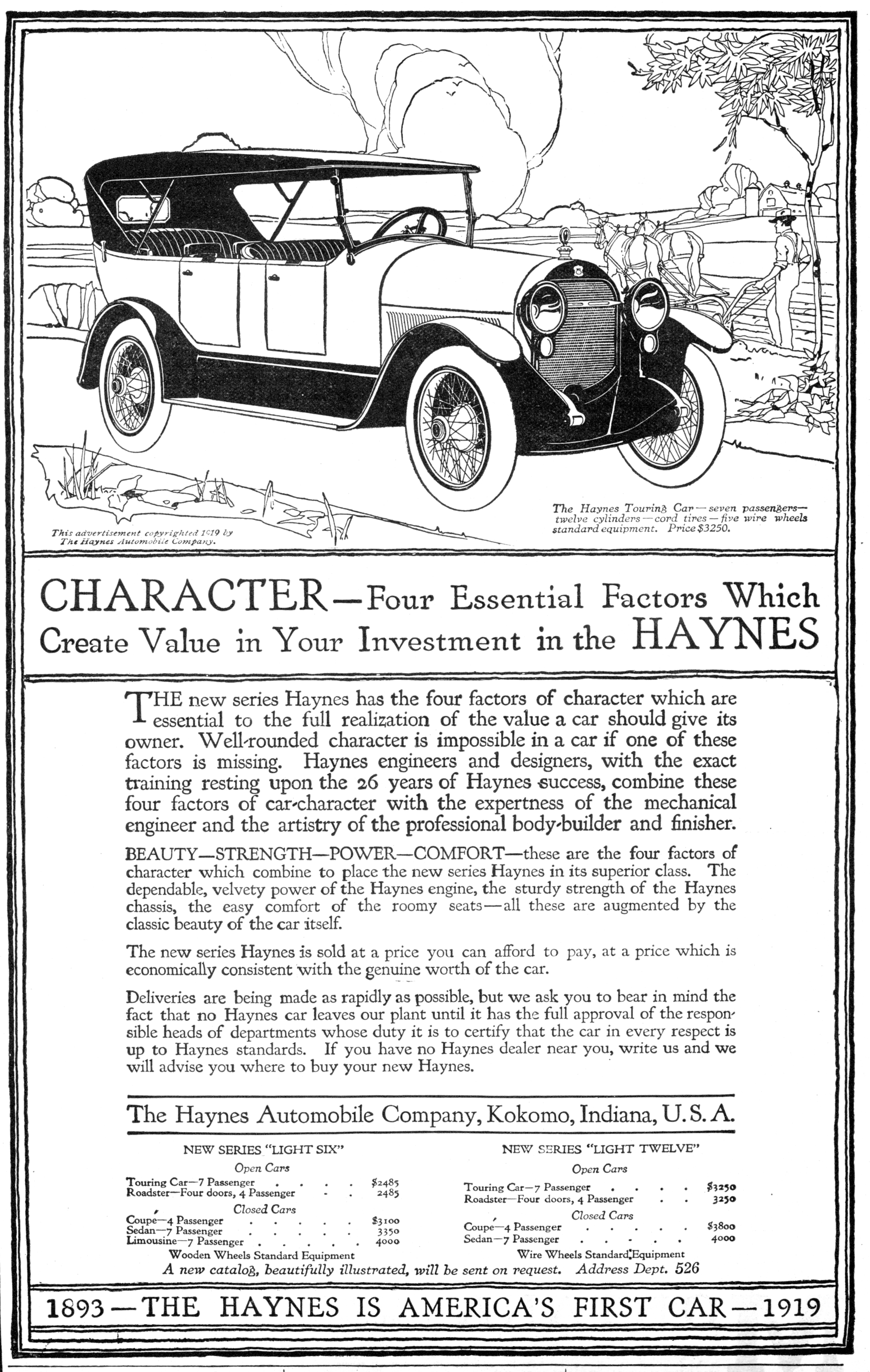
Une publicité de la Haynes Automobile Company de 1919.

Le modèle L de Haynes est son véhicule le plus populaire. Conçue en 1905, cette voiture à trois vitesses peut rouler à 35 mph (58 km/h) et transporter quatre passagers. La société en vend plus de 4 300. Elwood Haynes développe considérablement l'entreprise en 1908 pour faire face à l'augmentation constante des ventes. De nouvelles actions sont émises et des capitaux supplémentaires sont levés pour construire une nouvelle usine plus grande. En 1909, la société produit 650 voitures par an, avec des modèles dont le prix varie entre 2 500 et 5 500 dollars. En 1910, Haynes Auto devient la première société à construire une voiture avec un toit, un pare-brise, des phares et un compteur de vitesse de série sur chaque véhicule, poursuivant ainsi son objectif de produire les meilleurs véhicules de luxe.
Plus de 1 000 voitures sont construites par la Haynes Automobile Company en 1910 et la société continue à se développer, jusqu'à ce qu'un incendie dévastateur ravage l'usine de la société en 1911 et tue un employé. La reprise après l'incendie est lente, et ce n'est qu'en 1913 que l'entreprise peut reprendre sa croissance. Pour continuer la promotion de ses voitures, Elwood Haynes organise un voyage au cours duquel il traverse le pays en automobile en 1914. Ce voyage attire l'attention de la presse et permet à son entreprise de se faire connaître et de relancer ses ventes après l'incendie. Presque toutes les villes qu'il visite impriment des articles de journaux sur son invention et beaucoup le saluent comme le « père de l'automobile ».

#### Haynes Stellite Company
Elwood Haynes poursuit ses recherches sur les moyens de produire des métaux résistant à la corrosion. En travaillant sur des alliages destinés à être utilisés dans les bougies d'allumage, il crée un métal qu'il nomme stellite. Conscient de la valeur de sa découverte, il fait breveter sa première version en 1907. Le métal est très résistant à la corrosion et trouve une application immédiate dans la fabrication d'outils et dans de nombreuses autres applications. Il poursuit ses expériences jusqu'en 1910, date à laquelle il publie ses résultats dans un document destiné à l'Union internationale de chimie pure et appliquée et à l'American Institute of Mining, Metallurgical, and Petroleum Engineers (en) , dont il est membre. Sa version finale est achevée en 1912 et son brevet est délivré le 20 juin.
Il demande un autre brevet pour un alliage qu'il appelle acier inoxydable, maintenant connu sous le nom d'acier inoxydable martensitique. L'office des brevets rejette sa demande en affirmant qu'il ne s'agit pas d'un nouvel alliage. Elwood Haynes concède son point de vue, mais soumet une deuxième demande et fournit un échantillon montrant l'inoxydabilité de son alliage lorsqu'il est créé en utilisant ses proportions exactes de métaux, et le brevet est accordé,. À la demande insistante de sa femme, il crée le premier ensemble d'argenterie en acier inoxydable pour son usage personnel. La première pièce en acier inoxydable est forgée par Homer Dan Farmer dans le laboratoire Haynes. Il s'agit d'un grand couteau à viande qui est donné au musée Haynes par la famille de Dan Heflin, petit-fils de Homer Dan Farmer. Plus tard, il prétend avoir créé l'acier inoxydable parce qu'elle n'aimait pas polir leur vaisselle en argent. Le métallurgiste britannique Harry Brearley produit indépendamment un alliage identique à peu près à la même époque et demande un brevet américain, mais découvre qu'il en existe déjà un. Harry Brearley créé également d'autres innovations pour ce métal, mais elles sont de peu de valeur sans le brevet sur l'acier inoxydable. Il s'adresse à Elwood Haynes et les deux hommes décident de mettre en commun leurs découvertes dans une seule entreprise pour produire l'alliage. Elwood Haynes vend son brevet sur l'acier inoxydable en 1918 à l'American Stainless Steel Company, une société que Brearley avait créée avec l'aide d'investisseurs en Pennsylvanie. En échange, lui et sa succession reçoivent des royalties sur sa production jusqu'à l'expiration du brevet en 1930. Les actions qu'il reçoit en paiement lui permettent d'obtenir un siège au conseil d'administration de la société et il installe son fils, March, pour le représenter. Les revenus de la transaction permettent à Elwood Haynes de commencer à se constituer une grande fortune,.
Voyant dans le stellite un métal bien plus précieux, il décide de garder son brevet pour lui-même et fonde la Haynes Stellite Company à Kokomo pour produire ce métal en septembre 1912. La plupart de ses premières demandes de métal émanent de fabricants d'outils médicaux qui considèrent cet alliage comme le meilleur pour les outils chirurgicaux. Comme sa société ne peut pas produire suffisamment de métal pour satisfaire la demande, Elwood Haynes accorde des licences à plusieurs sociétés aux États-Unis, au Canada et en Europe pour qu'elles produisent l'alliage et lui versent des redevances. Il contrôle strictement la production et ne permet pas aux autres détenteurs de licence de vendre la stellite sous sa forme brute, mais uniquement sous forme de produits finis spécifiques. De cette façon, il reste le seul vendeur à pouvoir vendre des feuilles de métal. Lorsque la Première Guerre mondiale éclate, son entreprise reçoit d'importants contrats gouvernementaux pour l'utilisation de ce matériau. Le stellite s'avère avoir d'excellentes applications dans les avions, et parce qu'il est non corrosif et peut protéger son contenu indéfiniment, il s'avère être le meilleur métal disponible pour les douilles de munitions. Au cours de la seule année 1916, la société enregistre des ventes de 1,3 million de dollars. La croissance rapide de l'entreprise rend Elwood Haynes de plus en plus riche et il devient millionnaire cette année-là,. Malgré ses importants revenus, il refuse d'accorder à ses employés une prime de fin d'année, ce qui provoque une vive émotion dans l'usine. Lorsqu'un contremaître demande à connaître la raison pour laquelle leurs salaires ne sont pas augmentés, il lui dit : « Il n'est pas rentable de donner trop d'argent à l'ouvrier ; cela le rend trop indépendant ». Cette déclaration est largement répétée et, bien qu'il ait prétendu l'avoir faite en plaisantant, elle rebute une grande partie de sa main-d'œuvre et marque le début d'une période d'activité dégradée.
Après la guerre, Haynes Stellite Company se tourne vers la production de vaisselle, de bijoux et de couteaux de poche. Les employés de l'entreprise se syndiquent et commencent à exiger des augmentations de salaire supérieures à ce qu'Elwood Haynes estime être juste. La menace de grèves et son désir d'éviter le problème l'amènent à vendre l'entreprise à l'Union Carbide le 10 avril 1920, en échange de 25 000 actions d'Union Carbide d'une valeur de 2 millions de dollars. Il gagne ensuite un demi-million supplémentaire grâce aux dividendes. D'autres détails de la transaction n'ont jamais été rendus publics, et Elwood Haynes a peut-être gagné jusqu'à 4 millions de dollars sur cette vente. Après une série de propriétaires, la société s'appelle désormais Haynes International  et est à nouveau indépendante.

### Autres activités

#### Prohibition

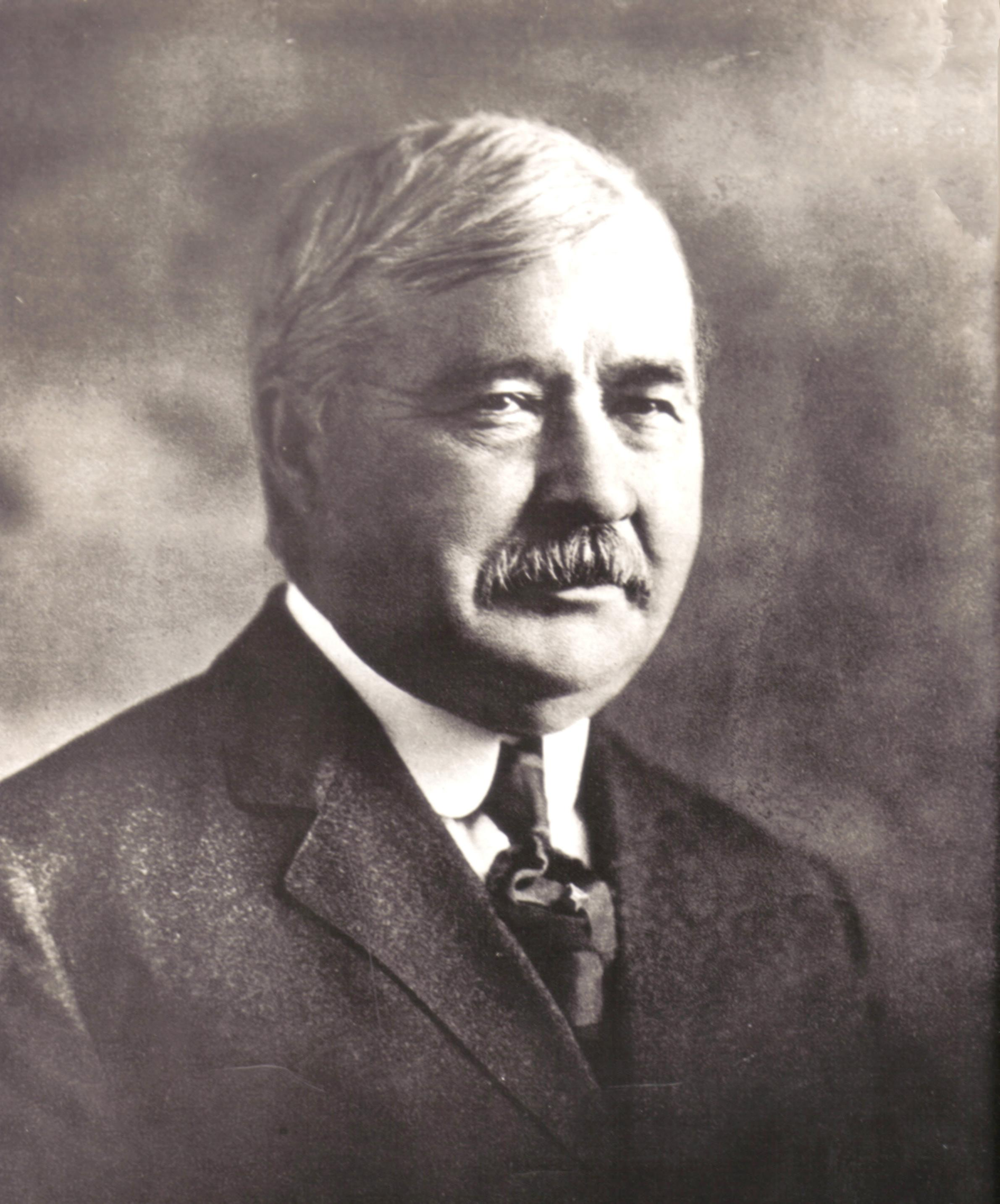
Elwood Haynes, c. 1919.

Elwood Haynes est un fervent partisan de la prohibition et parle plusieurs fois au nom du leader prohibitionniste Frank Hanly, lui apportant un soutien personnel et financier. Frank Hanly préconise l'adoption d'une loi d'option locale qui permet à la majeure partie de l'Indiana d'interdire la vente d'alcool en 1909. Il continue à soutenir le Parti de la prohibition et lui fait don de milliers de dollars et d'une automobile surnommée le Prohibition Flyer. Il s'implique de plus en plus dans l'organisation et en 1916, il se présente au Sénat des États-Unis sur la liste des partisans de la prohibition, prononçant de nombreux discours et faisant de la propagande dans tout l'État. Il est lourdement battu, n'obtenant que 15 598 voix sur près d'un million de suffrages exprimés. Harry Stewart New, le candidat républicain remporte l'élection de justesse à la pluralité, et Elwood Haynes est accusé d'avoir coûté la réélection du sénateur démocrate sortant John W. Kern. Malgré son échec électoral personnel, la vente d'alcool est totalement interdite dans l'Indiana par une loi de 1918 qui entre en vigueur en 1919. Ses objectifs atteints, Elwood Haynes rejoint le parti républicain, mais devient nettement moins actif en politique par la suite.
Bien qu'Elwood Haynes soit un prohibitionniste, il critique la branche indianienne du Ku Klux Klan, qui est à l'apogée de sa puissance dans les années 1910 et 1920. Dans des lettres adressées à des amis et à des collègues prohibitionnistes, il ridiculise l'organisation qui utilise des tactiques violentes et illégales pour obtenir la prohibition, et les accuse d'hypocrisie pour avoir soutenu de nombreuses personnalités politiques démocrates anti-prohibition. La vie politique de Kokomo est dominée par le Klan à cette époque et on ignore si Elwood Haynes s'est exprimé publiquement contre cette organisation.

#### Philanthropie

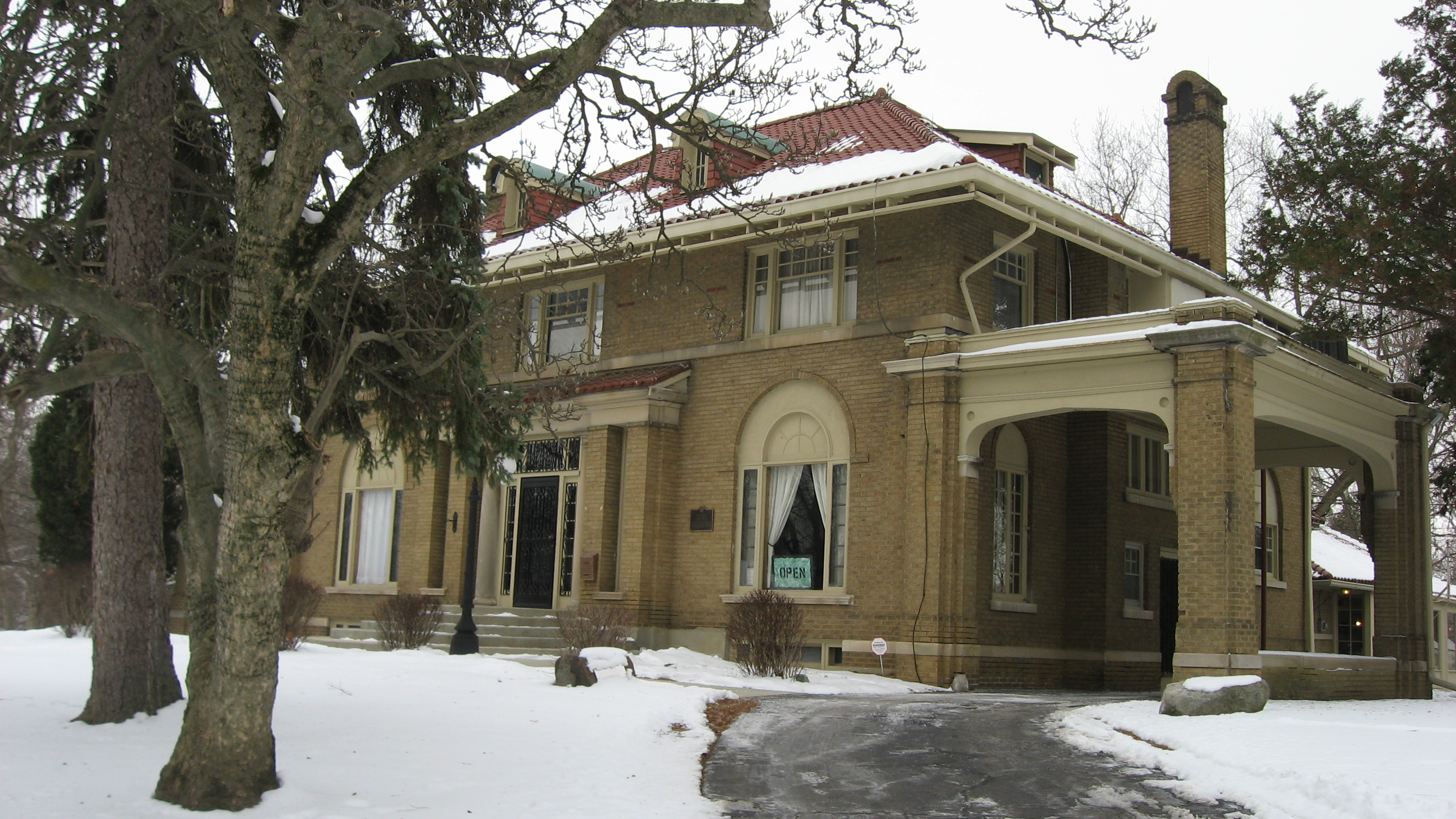
La maison d'Elwood Haynes à Kokomo.

Elwood Haynes achète une nouvelle maison sur Webster Street à Kokomo en 1915. Cette maison, connue sous le nom de Haynes Mansion, est suffisamment grande pour abriter un laboratoire personnel dans lequel il peut travailler. En vieillissant et en s'impliquant moins dans ses affaires, Elwood Haynes devient de plus en plus philanthrope. Il fait régulièrement des dons importants à l'église presbytérienne et devient le mécène de l'Institut Worcester qu'il fréquente, offrant des bourses d'études et donnant des fonds pour son expansion.
Il finance la formation d'une Young Men's Christian Association à Kokomo où lui et son fils deviennent actifs. Elwood Haynes donne des cours de natation et emmène régulièrement de jeunes garçons défavorisés au cinéma et leur offre des dîners. Après plusieurs années d'activité au niveau local, il est élu président de la YMCA nationale en 1919 et assure deux mandats d'un an. Il s'attache alors principalement à lancer plusieurs campagnes d'adhésion réussies. En 1920, il est nommé au Conseil de l'éducation de l'Indiana par le gouverneur James P. Goodrich, où il plaide en faveur d'une augmentation du financement public de l'enseignement professionnel,.
L'économie américaine entre en récession au début des années 1920 et les ventes d'automobiles diminuent. Avec l'augmentation de la concurrence, Haynes Automobile Company commence à avoir des problèmes de dettes. Elwood Haynes doit utiliser ses économies personnelles pour sauver l'entreprise en 1921 et rembourser certains comptes en souffrance. Une campagne d'émission d'obligations est lancée pour réunir 1 million de dollars afin de financer l'entreprise pendant cette période, mais elle ne permet pas de réunir suffisamment d'argent. Elwood Haynes est le principal acheteur des obligations. Contrairement aux autres grandes entreprises automobiles comme Ford et General Motors, Haynes Auto ne dispose pas d'accords-cadres de concession qui permet à leurs entreprises de traverser les périodes difficiles ; son entreprise dépend des commandes des clients directement auprès de l'usine. Les ventes de Haynes Auto commencent rapidement à chuter après un pic de près de 6 000 voitures vendues en 1922. En 1923, elles tombent à 4 300, et à 1 500 en 1924. La situation reste sombre pour l'entreprise, qui est contrainte de se déclarer en faillite en octobre 1924. Elwood Haynes cherche à fusionner avec plusieurs autres entreprises automobiles, dont Henry Ford, mais les partenaires ne se manifestent pas et il doit accepter une liquidation en 1925. Il est personnellement tenu responsable d'environ 95 000 dollars de la dette de la société. Il perd en outre 335 700 dollars en actions qu'il détenait dans la société et un montant substantiel en obligations d'investissement. Au total, la perte lui coûte environ un quart de sa valeur nette.

### Fin de vie et mort
Le 6 janvier 1925, Elwood Haynes, les frères Apperson et d'autres pionniers de l'automobile reçoivent des médailles d'or de la National Automobile Chamber of Commerce lors d'une exposition automobile à New York pour leurs contributions à l'industrie. Lors de son voyage de retour, il contracte la grippe et sa santé se détériore rapidement. En mars, il demande à son fils de prendre en charge ses intérêts commerciaux pendant qu'il se rend en Floride pour se reposer dans un climat plus chaud. Son état s'aggrave régulièrement, ce qui l'amène à annuler son voyage prévu à Cuba et à rentrer à Kokomo. Il reste à son domicile, assisté de son médecin personnel et d'une infirmière, jusqu'à sa mort d'une insuffisance cardiaque congestive le 13 avril 1925. Ses funérailles ont lieu à Kokomo avant son inhumation au cimetière Memorial Park de la ville.

## Récompense
Elwood Haynes reçoit la médaille John-Scott en 1919 en récompense de ses inventions utiles.

## Postérité
La fortune d'Elwood Haynes s'était considérablement réduite avec l'effondrement de son entreprise automobile. Il détenait encore un montant estimé à 2,85 millions de dollars (35 millions de dollars en chained dollars de 2009, 
42 millions actuels.) en actions, obligations et autres actifs, mais la quasi-totalité de ses économies en espèces avait disparu. Il avait déjà été contraint d'emprunter de l'argent en utilisant les futurs dividendes et redevances comme garantie, laissant sa famille avec quelques difficultés à trouver des fonds pour entretenir sa maison. La succession d'Elwood Haynes est laissée à sa femme qui continue à vivre dans le manoir familial jusqu'à sa propre mort, due à une attaque cérébrale en août 1933. Les biens de la famille sont répartis entre Bernice et March, qui gèrent séparément leur part des intérêts de la famille. March hérite du manoir familial, mais le vend en 1957 à Martin J. Caserio, directeur général de la division électronique Delco de la General Motors Company, qui y vit jusqu'à sa mutation à Détroit en 1964. General Motors a acheté la maison à Caserio à cette époque afin qu'il puisse acheter une maison à Détroit. GM est resté propriétaire de la maison pendant environ un an (elle était vacante), puis l'a vendue en 1965 à Bernice, qui en a fait don à la ville de Kokomo. La ville l'a transformé en Musée Elwood Haynes, qui est ouvert au public depuis 1967. En janvier 1944, le SS Elwood Haynes, un Liberty Ship construit pendant la Seconde Guerre mondiale, a été nommé en l'honneur d'Elwood Haynes,.
Elwood Haynes est considéré comme un pionnier de l'automobile américaine et comme le créateur de la première conception automobile viable pour la production de masse. Il est considéré comme l'un des principaux responsables de la croissance rapide de l'industrie du gaz naturel en Indiana, un boom qui a fait du nord de l'Indiana l'une des principales régions industrielles des États-Unis. On se souvient également de lui pour avoir développé l'acier inoxydable et le stellite, des matériaux qui sont aujourd'hui couramment utilisés dans le monde entier. Le stellite est un alliage important, car sa capacité à résister à des températures élevées en a fait un des constituants des engins spatiaux américains,. En juillet 2015, il a été intronisé dans la 75e promotion de l'Automotive Hall of Fame à Détroit, dans le Michigan,.